# Никола Сарафов (офицер)
Вижте пояснителната страница за други личности с името Никола Сарафов.
Никола Стефанов Сарафов е български офицер, подполковник, военен деец от Втората световна война (1941 – 1945).

## Биография
Роден е на 16 септември 1898 година в Търново. През 1919 година завършва Военното на Негово Величество училище в София и служи в 50-и, 20-и и 18-и пехотен полк. По-късно служи в 3-ти пограничен участък, а от 1928 година с Министерска Заповед №149а е назначен за командир на нестроева рота от 4-ти пограничен сектор. На 15 юни 1928 е произведен в чин капитан. През 1931 г. с МЗ №39 служи в Търновската окръжна пеша жандармерия, и същата година с МЗ №203 е назначен за помощник-началник на Бургаското военно окръжие. Две години по-късно с МЗ №198 е назначен за командир на рота от Пехотната школа и през 1935 г. с МЗ №116 е началник на подучастък от 4-ти пограничен участък, след което от 1936 г. с МЗ №115 отново е командир, но този път на картечна рота от Пехотната школа. През 1937 г. отново е назначен на служба в Пехотната школа (МЗ №124). В началото 1938 г. с МЗ №14 майор Сарафов и изпратен в София като командир на рота от Военното училище.

## Втора световна война (1941 – 1945)
По време на Втората световна война (1941 – 1945) подполковник Сарафов е командир на военна полицейска дружина (1942), след което от 1943 г. поема командването на 48-и пехотен полк, част от Пета армия, разположен в Струмица, където освен тази длъжност изпълнява и длъжността на началник на Струмишкия гарнизон. На 9 септември 1944 година от Попчево командирът на Струмишкия партизански отряд Боро Поцков телеграфира на подполковник Сарафов да предаде властта на партизаните. След среща на българските офицери с партизаните двете страни се уговарят партизаните да влезнат на 11 септември в град Струмица. На 17 септември полкът напуска града и заминава към старите предели на България. От 1945 Сарафов служи в 9-а пехотна дивизия и като началник на отделение в Главното интенданство. Уволнен е през 1946 година.

## Семейство
Подполковник Никола Сарафов е женен с две деца.

## Военни звания
- Подпоручик (1919)
- Поручик (30 януари 1923)
- Капитан (15 юни 1928)
- Майор (6 май 1936)
- Подполковник (6 май 1940)